# Josef Hoffmann
Josef František Maria Hoffmann (15. prosince 1870 Brtnice – 7. května 1956 Vídeň) byl moravsko-rakouský architekt a designér, původem moravský Němec. Navrhoval nábytek, látky, stříbrné a kovové předměty, šperky, sklo a keramiku. Byl důležitou osobností secesního hnutí ve Vídni a zakladatel Wiener Werkstätte. Jeho dílo se vyznačuje čistotou linií a geometrickými formami. Roku 2018 byla ve vídeňském muzeu Hofmobiliendepot uvedena výstava o vídeňské moderně, její součástí je i expozice o Josefu Hoffmannovi.

## Biografie
Hoffmann se narodil v Brtnici u Jihlavy, čp. 263. Studoval gymnázium v Jihlavě a po neúspěšném opakování kvarty se učil stavitelství v Brně, Vyšší státní průmyslovou školu v Brně, rok strávil ve Würzburgu ve vojenské projektové kanceláři. Roku 1892 byl přijat na Vídeňskou akademii výtvarných umění, kde studoval pod vedením Karla von Hassenauera, kterého roku 1894 vystřídal Otto Wagner. Za diplomní projekt získal stipendium tzv. Římskou cenu, díky tomu uskutečnil studijní cestu po Itálii. Podzim a zimu prožil v Římě, jaro 1896 v jižní Itálii. Studium dokončil v roce 1896. O rok později Josef Hoffmann společně s Otto Wagnerem, Gustavem Klimtem, Josephem Maria Olbrichem a Kolomanem Moserem založili Sdružení výtvarných umělců Rakouska – Secession. V té době byl Hoffmann okouzlen francouzskou a belgickou secesí. Po roce 1900 se ale obrátil směrem k britské tvorbě, která ho zaujala svou jednoduchostí a geometričností. Obdivoval hnutí uměleckých řemesel, velmi blízká mu byla tvorba Charlese Rennieho Mackinthoshe. Geometrie byla pro ranou tvorbu Josefa Hoffmanna typická, jeho rané puristické návrhy budov patří k milníkům architektury, takovou stavbou bylo např. Sanatorium Westend v Purkersdorfu u Vídně (1904). Stejně tak byl obdivovatelem středoevropského biedermeieru, který považoval za poslední dobrý styl v Rakousku. Po roce 1906 vytvářel stále dekorativnější návrhy, inspiroval se např. pestrými ornamenty lidových výšivek. Kolem roku 1910 se ve své tvorbě obracel pro inspiraci k formám antické architektury, které přetavoval do zcela nových podob a uplatňoval často v rozporu s jejich původní tektonikou a funkcí.
V roce 1903 společně s designérem Kolomanem Moserem a průmyslníkem Fritzem Waerndorferem založil Wiener Werkstätte (Vídeňské dílny), inspirací jim byly britské dílny produkující užité předměty na nejvyšší estetické i řemeslné úrovni. Z počátku fungovaly čtyři ateliéry. Největší význam měl ateliér zpracovávání kovů, kde vznikaly nejmodernější šperky, nádobí, vázy. Typickým výrobkem byly vázy z čtvercově perforovaného kovového plechu. Dále zde byla knihvazačská dílna, nábytková dílna a zpočátku byl součástí WW i Hoffmannův architektonický ateliér. Tyto dílny fungovaly až do roku 1932. Hoffmann dále spolupracoval s vídeňsko-vsetínskou firmou Jacob & Josef Kohn vyrábějící nábytek z ohýbaného bukového dřeva či českou sklárnou Loetz Witwe, J. Lobmeyr, vytvořil velké množství návrhů čalounů a koberců pro firmu Johann Backhausen & Söhne.

### Architekt

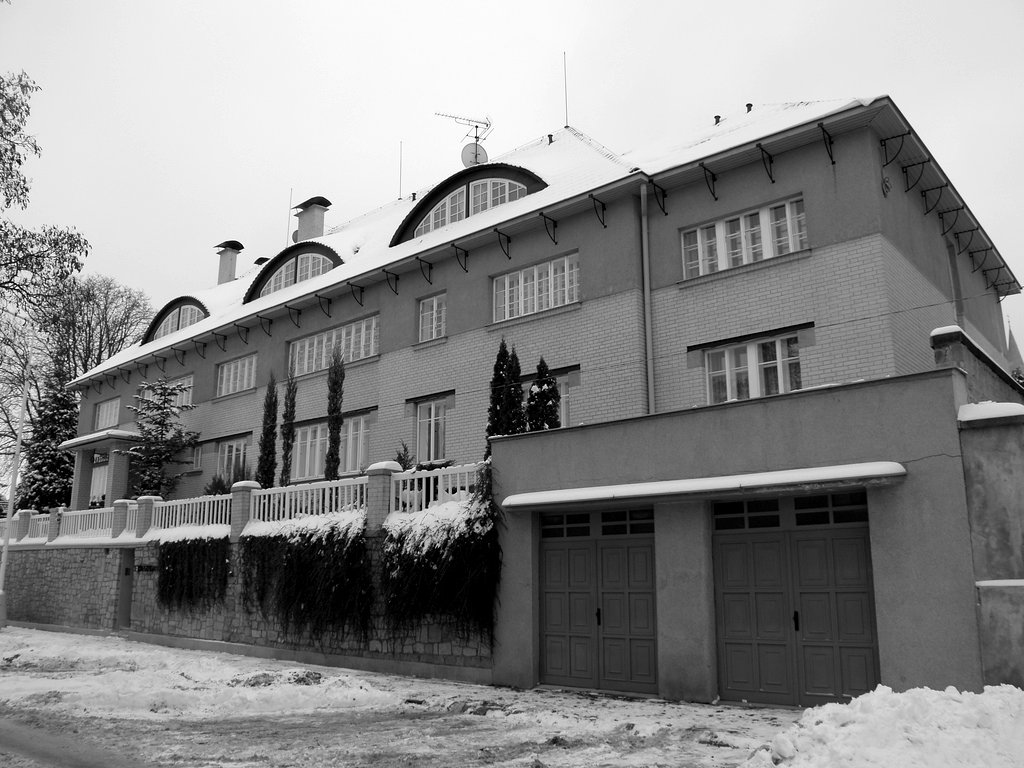
Dům Poldi na Kladně

Jako architekt se zabýval především navrhováním rodinných vil. Vždy usiloval o to, aby dům vznikal ne jenom jako stavba, ale harmonicky s ní vytvářel i interiéry, které vybavoval předměty navržené jím samým, kolegy pracujícími ve WW nebo spřátelenými umělci – tomuto komplexnímu přístupu říkáme gesamtkunstwerk. Známá je kolonie na Hohe Warte, která vznikala postupně v době před první světovou válkou. Nejvýznamnější realizací je palác pro Adolfa Stocleta v Bruselu (1905–1911), který byl v roce 2009 zapsán na seznam UNESCO. Josef Hoffmann vytvořil řadu realizací i v Česku: dům pro hosty hutí Poldi v Kladně (1902), který financoval ocelový magnát Karl Wittgenstein. Pro rodinu olomouckého bankéře Otto Primavesiho navrhl venkovský dům v Koutech nad Desnou (1913–1914), který patřil k jeho nejzajímavějším realizacím hned vedle paláce Stoclet. Významná byla také úprava vlastního rodného domu v Brtnici u Jihlavy (1907).

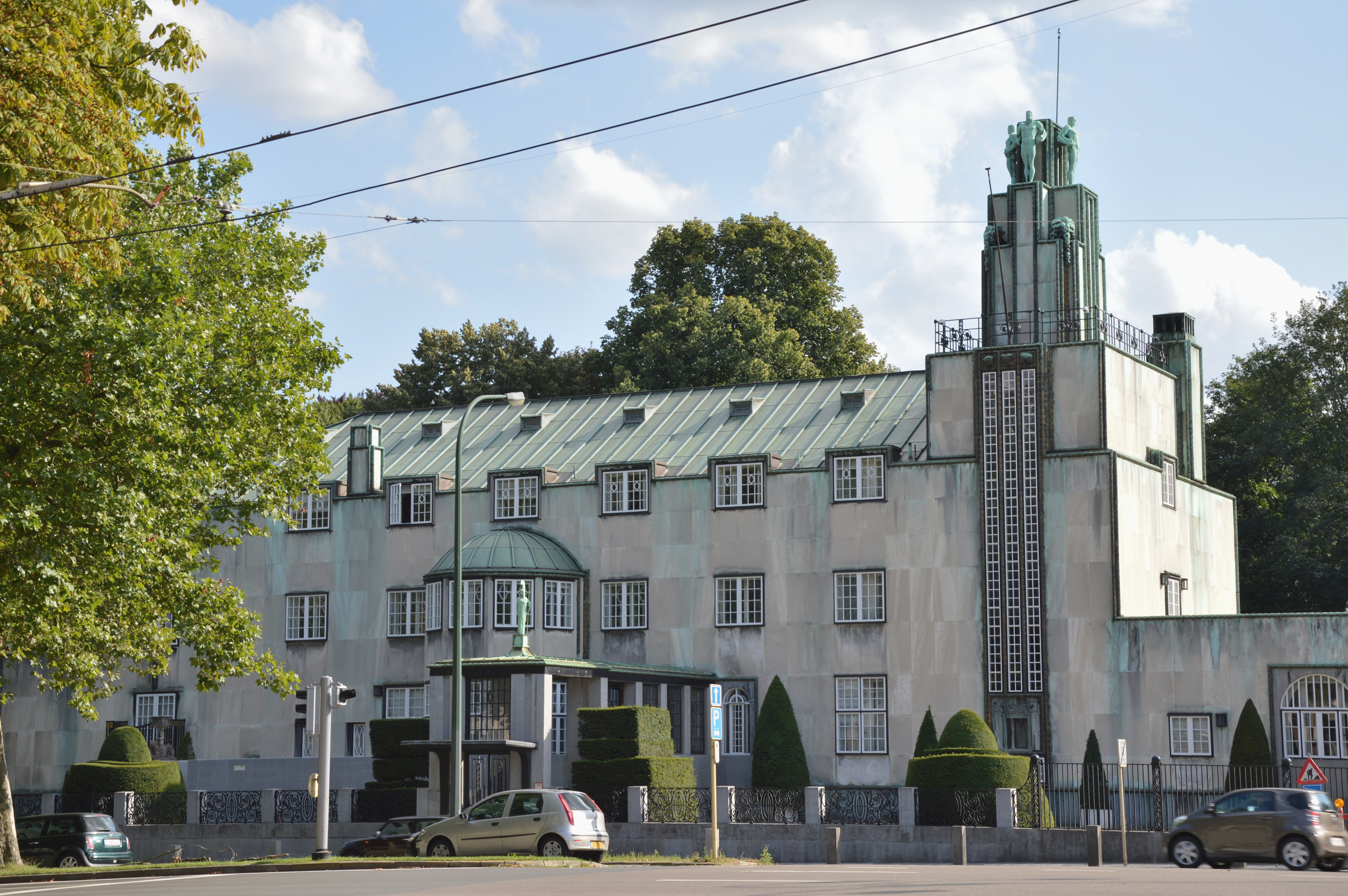
Palác Stoclet v Bruselu

 Po první světové válce nacházel Hoffmann klienty zejména na českém území: vila pro Sigmunda Berla v Bruntále (1919–1922), vila pro Fritze Grohmanna ve Vrbně pod Pradědem (1920–1921). Zabýval se také tvorbou sociálního bydlení ve Vídni, byl členem skupiny architektů navrhující tzv. Winarskyhof, jeden z největších komplexů sociálního bydlení ve Vídni. Pro Rakousko navrhl řadu výstavních pavilonů pro různé Mezinárodní výstavy.
Po druhé světové válce mu byl rodný dům v Brtnici zabaven, což Josef Hoffmann vnímal velmi bolestně. První domácí připomínka tvorby Josefa Hoffmanna přišla až po roce 1989 výstavou Barokní Hoffmann, kterou v rodném domě v Brtnici uspořádal MAK– Rakouské muzeum užitého a současného umění. Roku 2003 byl dům opraven a od roku 2004 se zde pořádají stálé akce. V roce 2009 v něm byla otevřena expozice Josef Hoffmann: Inspirace, představující architektovu tvorbu a hlavní motivy, které ho ovlivňovaly. Muzeum Josefa Hoffmanna v Brtnici je společným pracovištěm Moravské galerie v Brně a MAK – Rakouského muzea užitého a současného umění.

## Dílo

### Stavby (výběr)
- Venkovské sídlo Paula Wittgensteina v Bergerhöhe u Hohenbergu, Dolní Rakousko, (1899)
- Dvojvila pro Kolomana Mosera a Carla Molla ve Vídni XIX, Steinfeldgasse 6–8 (1900–1901)
- Hennebergův dům ve Vídni XIX, Wollergasse 8 (1900–1901)
- Spitzerův dům ve Vídni XIX, Steinfeldgasse 4 (1901–1902)
- Dům pro hosty hutí Poldi v Kladně (1902)
- Sanatorium Westend v Purkersdorfu, Wienerstraße 74, Dolní Rakousko (1904)
- Beer-Hofmannův dům ve Vídni XVIII, Hasenauerstraße 59 (1905–1906)
- Palác Stoclet v Bruselu, Tervurenlaan 281 (1905–1911)
- Lovecká chata Karla Wittgensteina v Hochreithu u Hohenbergu, Dolní Rakousko (1906)
- Dům Helene Hochstetter ve Vídni XIX, Steinfeldgasse 7 (1906–1907)
- Úprava interiérů rodného domu v Brtnici u Jihlavy (1907)
- Vybavení kabaretu Fledermaus (Netopýr) ve Vídni I, Kärtnerstraße 33 (1907)
- Vila Eduarda Asta ve Vídni XIX, Steinfeldgasse 12 (1909–1911)
- Hrobka Gustava Mahlera na hřbitově v Grinzingu ve Vídni (1911)
- Vila Skywa-Primavesi ve Vídni XIII, Gloriettegasse 18 (1913–1915)
- Venkovské sídlo pro rodinu Primavesi v Koutech nad Desnou (1914, 1922 až na kamenný suterén vyhořel, 1924 nová nástavba)
- Dům pro Sigmunda Berla v Bruntále (1919–1920)
- Vila Fritze Grohmanna ve Vrbně pod Pradědem (1920–1921)
- Obytný komplex Klosehof ve Vídni XIX, Philippovichgasse 1 (1923–1925)
- Venkovský dům Eduarda Asta v Aue u Veldenu u Wörthersee, Auen-Waldpromenade 35–36 (1924)
- Vila Sonji Knipsové ve Vídni XIX, Nusswaldgasse 22 (1924–1925)
- Obytný komplex Laxenburgerstraße ve Vídni X, Laxenburgerstraße 94 (1928–1932)
- Vila Leopolda Grohmanna ve Vrbně pod Pradědem (1929–1930)
- Sídliště Werkbundu ve Vídni XIII, Veitingergasse 79–85 (1930–1932)
- Rakouský pavilon na bienále v Benátkách (1934)

### Nábytek
- Křeslo č. 811 „Prague chair” – křeslo z ohýbaného dřeva navržené pro firmu Thonet (20. léta 20. století)[4]